# Nordjyllands Amt
Nordjyllands Amt blev oprettet i 1970 ved en sammenlægning af de daværende Hjørring og Aalborg amter. 
Desuden kom amtet til at omfatte Vester Han Herred (Fjerritslev) fra Thisted Amt. Hobro og nærmeste omegn samt Hadsund Syd fra Randers Amt. Endelig blev et par små områder overført til Farsø Kommune fra Rinds Herred i Viborg Amt

## Kommuner i Nordjyllands Amt
| - Arden Kommune - Brovst Kommune - Brønderslev Kommune - Dronninglund Kommune - Farsø Kommune - Fjerritslev Kommune - Frederikshavn Kommune - Hadsund Kommune - Hals Kommune - Hirtshals Kommune - Hjørring Kommune - Hobro Kommune - Læsø Kommune - Løgstør Kommune | - Løkken-Vrå Kommune - Nibe Kommune - Nørager Kommune - Pandrup Kommune - Sejlflod Kommune - Sindal Kommune - Skagen Kommune - Skørping Kommune - Støvring Kommune - Sæby Kommune - Aabybro Kommune - Aalborg Kommune - Aars Kommune |

## Amtsborgmestre
- 1970 – 1978 Grete Kirketerp Nielsen, (født 1910, død 1998), (Venstre).
- 1978 – 1983 Jens M. Nielsen, (født 1919, død 1983) (Socialdemokraterne).
- 1983 – 1997 Søren Madsen, (født 1932, død 2002) (Socialdemokraterne).
- 1998 – 2007 Orla Hav, (født 1952) (Socialdemokraterne). Senere regionsrådformand og folketingsmedlem.

## Strukturreformen
Som led i strukturreformen ophørte amtet pr. 31. december 2006. Dets opgaver videreføres af de nordjyske kommuner, Region Nordjylland og staten.

### De nye kommuner i det gamle Nordjyllands Amt
| - Frederikshavn Kommune - Hjørring Kommune - Jammerbugt Kommune - Vesthimmerlands Kommune | - Brønderslev Kommune - Rebild Kommune - Aalborg Kommune - Mariagerfjord Kommune |

Desuden videreføres Læsø Kommune i den udstrækning, som kommunen (Byrum-Vesterø-Hals) havde ved sin oprettelse i 1842. Endelig blev Morsø og Thisted en del af Region Nordjylland i 2007.

## Statistisk kilde
Danmarks Statistik, Statistikbanken.dk